# Wiślica (gromada)
Wiślica – dawna gromada, czyli najmniejsza jednostka podziału terytorialnego Polskiej Rzeczypospolitej Ludowej w latach 1954–1972.
Gromady, z gromadzkimi radami narodowymi (GRN) jako organami władzy najniższego stopnia na wsi, funkcjonowały od reformy reorganizującej administrację wiejską przeprowadzonej jesienią 1954 do momentu ich zniesienia z dniem 1 stycznia 1973, tym samym wypierając organizację gminną w latach 1954–1972.
Gromadę Wiślica z siedzibą GRN w Wiślicy (wówczas wsi) utworzono – jako jedną z 8759 gromad na obszarze Polski – w powiecie pińczowskim w woj. kieleckim, na mocy uchwały nr 13h/54 WRN w Kielcach z dnia 29 września 1954. W skład jednostki weszły obszary dotychczasowych gromad Gorysławice, Wiślica i Sielec ze zniesionej gminy Wiślica w powiecie pińczowskim, Szczytniki ze zniesionej gminy Czarkowy w powiecie pińczowskim oraz Szczerbaków ze zniesionej gminy Grotniki w powiecie buskim. Dla gromady ustalono 25 członków gromadzkiej rady narodowej.
1 stycznia 1956 gromadę włączono do powiatu buskiego w tymże województwie.
31 grudnia 1959 do gromady Wiślica przyłączono obszar zniesionej gromady Chotel Czerwony oraz wieś Brzezie i kolonię Brzezie ze zniesionej gromady Hołudza.
Gromada przetrwała do końca 1972 roku, czyli do kolejnej reformy gminnej. 1 stycznia 1973 reaktywowano gminę Wiślica (tym razem w powiecie buskim).